# Episodi di Brothers (serie televisiva 1984) (prima stagione)
La prima stagione della serie televisiva Brothers è stata trasmessa in anteprima negli Stati Uniti d'America da Showtime tra il 13 luglio 1984 e il 16 dicembre 1984.
| nº | Titolo originale                     | Titolo italiano | Prima TV USA      | Prima TV Italia |
| -- | ------------------------------------ | --------------- | ----------------- | --------------- |
| 1  | The Wedding                          |                 | 13 luglio 1984    |                 |
| 2  | You Brought a New Kind of Love to Me |                 | 16 agosto 1984    |                 |
| 3  | Lizards Ain't Snakes                 |                 | 23 agosto 1984    |                 |
| 4  | Mindless Passion                     |                 | 30 agosto 1984    |                 |
| 5  | Fear of Flying                       |                 | 6 settembre 1984  |                 |
| 6  | Monte Carlo Night                    |                 | 13 settembre 1984 |                 |
| 7  | He Ain't Witty, He's My Brother      |                 | 20 settembre 1984 |                 |
| 8  | And Baby Makes Two                   |                 | 27 settembre 1984 |                 |
| 9  | Fools Russian                        |                 | 4 ottobre 1984    |                 |
| 10 | Standards and Practices              |                 | 11 ottobre 1984   |                 |
| 11 | Liza                                 |                 | 18 ottobre 1984   |                 |
| 12 | It Only Hurts When I'm Gay           |                 | 25 ottobre 1984   |                 |
| 13 | I Remember Papa                      |                 | 1º novembre 1984  |                 |
| 14 | Happy Birthday Mel                   |                 | 16 dicembre 1984  |                 |